# Thọ Phong

Vị trí tại Hoa Liên

Thọ Phong (tiếng Trung: 壽豐鄉; bính âm: Shòufēng Xiāng) là một hương (xã) của huyện Hoa Liên, tỉnh Đài Loan, Trung Hoa Dân Quốc (Đài Loan). Phía tây Thọ Phong là dãy núi Trung ương và phía đông là dãy núi Hải Ngạn, bờ biển của hương có hình thù kỳ thú và có tiềm năng phát triển về du lịch. Thọ Phong có diện tích 218,4448 km², dân số vào tháng 8 năm 2011 là 18.570 người thuộc 6.851 hộ gia đình, mật độ cư trú đạt 85 người/km². Trên địa bàn hương có Đại học Quốc lập Đông Hoa.